# Wahl zum 19. Landtag des Landes Nordrhein-Westfalen

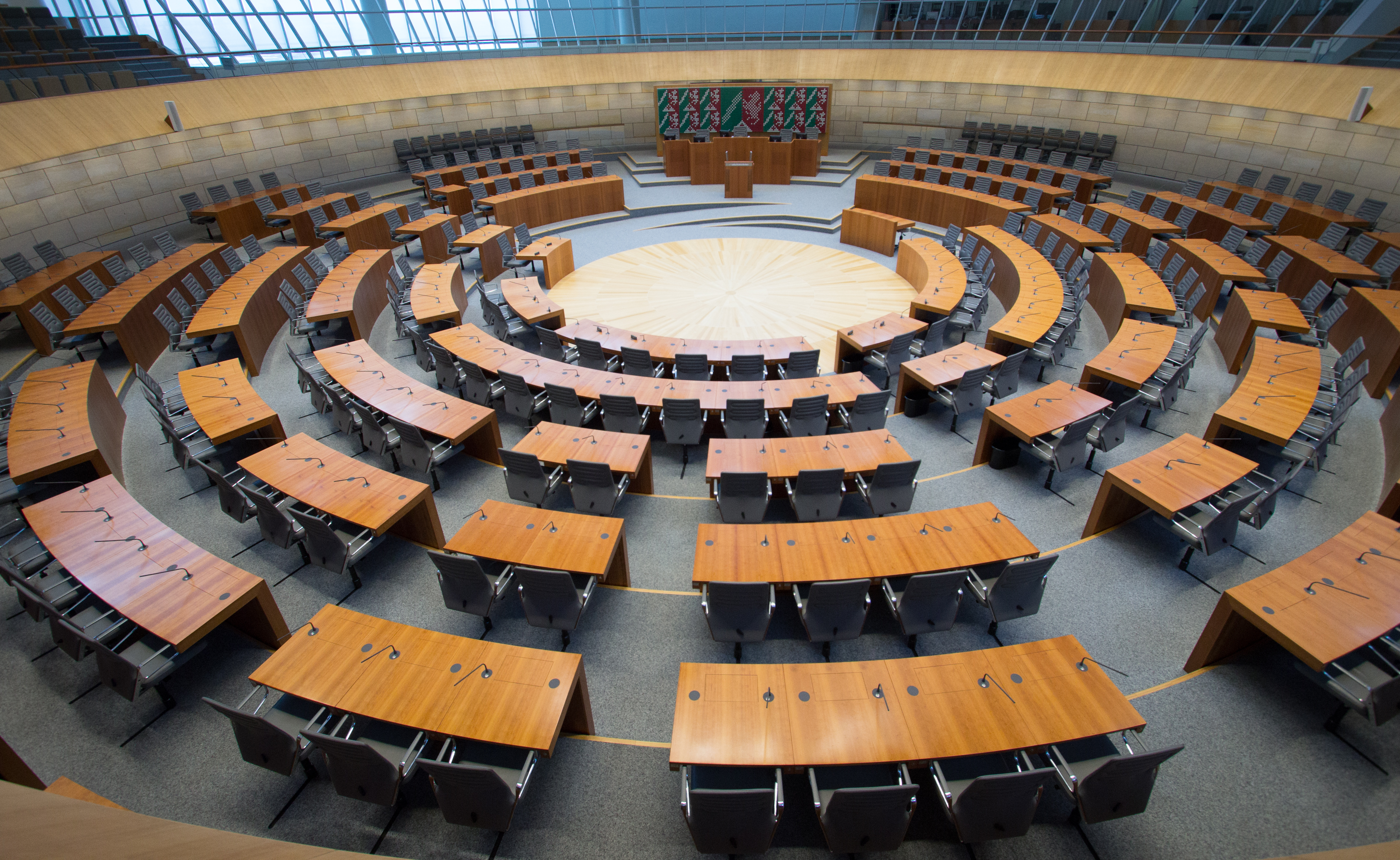
Plenarsaal des Landtages in Düsseldorf

Die Wahl zum 19. Landtag des Landes Nordrhein-Westfalen findet bei regulärem Ablauf der Legislaturperiode voraussichtlich im Frühjahr 2027 statt.

## Wahlsystem
Artikel 34 der Verfassung für das Land Nordrhein-Westfalen legt fest, dass der Landtag auf fünf Jahre gewählt wird. Eine Neuwahl findet im letzten Vierteljahr der Wahlperiode statt.
Der 18. Landtag Nordrhein-Westfalen konstituierte sich am 1. Juni 2022. Somit muss eine reguläre Neuwahl an den Sonn- und Feiertagen zwischen dem 7. März 2027 und dem 30. Mai 2027 stattfinden.
Der nordrhein-westfälische Landtag wird nach einem System der personalisierten Verhältniswahl mit geschlossenen Listen gewählt, das dem Bundestagswahlrecht ähnelt. Der Landtag hat mindestens 181 Abgeordnete, von denen 128 in Wahlkreisen direkt über die Erststimme gewählt werden. Die Sitze werden nach dem Sainte-Laguë-Verfahren proportional unter den Parteien verteilt, die mindestens 5 % der Zweitstimmen erreichen. Stehen einer Partei mehr Sitze zu, als sie Direktmandate gewinnt, erhält sie Sitze über die Landesliste. Überhangmandate werden durch Ausgleichsmandate ausgeglichen.
Im Februar 2021 beschloss der Landtag zahlreiche – überwiegend kleinere – Änderungen von Wahlkreisgrenzen, die voraussichtlich auch für die nächste Landtagswahl im Jahr 2027 gelten. Im Ruhrgebiet fielen zwei Wahlkreise fort. Im Münsterland und im Rhein-Sieg-Kreis wurde jeweils ein neuer Wahlkreis gebildet. Maßgeblich für die Wahlkreiseinteilung sind seither nicht mehr die Bevölkerungszahlen, sondern die Zahlen der Wahlberechtigten.
Landeslisten können nur von Parteien, Kreiswahlvorschläge auch von Wählergruppen und einzelnen Wahlberechtigten eingereicht werden. Die Wahlvorschläge sind spätestens am 59. Tag vor der Wahl bis 18 Uhr einzureichen.

## Ausgangslage

### Vorherige Wahl 2022
Bei der Landtagswahl 2022 verlor die regierende Koalition aus CDU und FDP ihre Mehrheit. Während die von Ministerpräsident Hendrik Wüst geführte CDU leicht zulegte und mit 35,7 Prozent der Zweitstimmen erneut stärkste Partei wurde, halbierte sich das Ergebnis der FDP gegenüber 2017 auf 5,9 Prozent.
Die SPD erhielt mit 26,7 Prozent ihr bisher schlechtestes Ergebnis in Nordrhein-Westfalen, während die Grünen mit 18,2 Prozent ihr bisher bestes Ergebnis erzielten. Die AfD verlor an Stimmen, schaffte mit 5,4 Prozent aber den Wiedereinzug in den Landtag.
Die Wahlbeteiligung lag auf einem historischen Tief von 55,5 Prozent.

### Bisher im Landtag vertretene Parteien
|  |                                             | Kurzbe- zeichnung | Sitze |
|  | ------------------------------------------- | ----------------- | ----- |
|  | Christlich Demokratische Union Deutschlands | CDU               | 76    |
|  | Sozialdemokratische Partei Deutschlands     | SPD               | 56    |
|  | Bündnis 90/Die Grünen                       | GRÜNE             | 39    |
|  | Freie Demokratische Partei                  | FDP               | 12    |
|  | Alternative für Deutschland                 | AfD               | 12    |

## Parteien und Kandidaten
Nur Parteien können mit Landeslisten kandidieren. Kreiswahlvorschläge können auch von Wählergruppen und einzelnen Wahlberechtigten eingereicht werden. Bis zu einem noch festzulegenden Termin, voraussichtlich im Frühjahr 2027, müssen Landeslisten beim Landeswahlleiter und Kreiswahlvorschläge beim zuständigen Kreiswahlleiter eingereicht werden.
Mit einer Landesliste sind normalerweise 1000 und mit einem Kreiswahlvorschlag 100 Unterstützungsunterschriften einzureichen. Parteien, die bundesweit in keinem Landesparlament vertreten sind, müssen zudem ihre Parteieigenschaft nachweisen. Parteien, die im Landtag vertreten sind oder im Bundestag aufgrund eines Wahlvorschlags aus Nordrhein-Westfalen vertreten sind, benötigen keine Unterstützungsunterschriften.

## Umfragen

### Sonntagsfrage

#### Aktuelle Umfragen
| Institut          | Datum      | CDU    | SPD    | Grüne  | FDP   | AfD    | Linke | BSW   | Sonst. |
| ----------------- | ---------- | ------ | ------ | ------ | ----- | ------ | ----- | ----- | ------ |
| Forsa             | 09.07.2025 | 38 %   | 17 %   | 13 %   | 3 %   | 16 %   | 7 %   | 2 %   | 4 %    |
| Infratest dimap   | 29.06.2025 | 39 %   | 16 %   | 15 %   | 3 %   | 14 %   | 7 %   | 3 %   | 3 %    |
| Bundestagswahl    | 23.02.2025 | 30,1 % | 20,0 % | 12,4 % | 4,4 % | 16,8 % | 8,3 % | 4,1 % | 3,8 %  |
| Forsa             | 12.12.2024 | 41 %   | 16 %   | 14 %   | 3 %   | 13 %   | 2 %   | 3 %   | 8 %    |
| Infratest dimap   | 13.10.2024 | 40 %   | 18 %   | 14 %   | 3 %   | 13 %   | —     | 4 %   | 8 %    |
| Forsa             | 05.08.2024 | 40 %   | 16 %   | 14 %   | 5 %   | 12 %   | 1 %   | 4 %   | 8 %    |
| Europawahl        | 09.06.2024 | 31,2 % | 17,2 % | 13,5 % | 6,3 % | 12,6 % | 2,1 % | 4,4 % | 12,7 % |
| Infratest dimap   | 28.04.2024 | 38 %   | 19 %   | 17 %   | 5 %   | 11 %   | —     | 3 %   | 7 %    |
| Forsa             | 27.03.2024 | 37 %   | 16 %   | 16 %   | 4 %   | 13 %   | 2 %   | 4 %   | 8 %    |
| Infratest dimap   | 05.11.2023 | 35 %   | 18 %   | 18 %   | 5 %   | 14 %   | —     | —     | 10 %   |
| Infratest dimap   | 18.06.2023 | 32 %   | 22 %   | 16 %   | 6 %   | 15 %   | 3 %   | —     | 6 %    |
| Forsa             | 16.06.2023 | 37 %   | 21 %   | 14 %   | 5 %   | 13 %   | 3 %   | —     | 7 %    |
| INSA              | 03.05.2023 | 36 %   | 22 %   | 17 %   | 7 %   | 9 %    | 3 %   | —     | 6 %    |
| Forsa             | 30.03.2023 | 38 %   | 20 %   | 17 %   | 5 %   | 8 %    | 4 %   | —     | 8 %    |
| Forsa             | 03.02.2023 | 36 %   | 22 %   | 18 %   | 5 %   | 8 %    | 3 %   | —     | 8 %    |
| Infratest dimap   | 23.10.2022 | 32 %   | 23 %   | 22 %   | 5 %   | 9 %    | —     | —     | 9 %    |
| Forsa             | 30.09.2022 | 36 %   | 21 %   | 20 %   | 5 %   | 9 %    | 3 %   | —     | 6 %    |
| INSA              | 25.08.2022 | 36 %   | 22 %   | 21 %   | 7 %   | 5 %    | 3 %   | —     | 6 %    |
| Forsa             | 17.05.2022 | 36 %   | 25 %   | 21 %   | 5 %   | 5 %    | 2 %   | —     | 6 %    |
| Landtagswahl 2022 | 15.05.2022 | 35,7 % | 26,7 % | 18,2 % | 5,9 % | 5,4 %  | 2,1 % | —     | 6,1 %  |

### Direktwahl Ministerpräsident
| Institut | Datum      | Hendrik Wüst (CDU) | Thomas Kutschaty (SPD) | Mona Neubaur (Grüne) |
| -------- | ---------- | ------------------ | ---------------------- | -------------------- |
| Forsa    | 30.09.2022 | 31 %               | 14 %                   | 10 %                 |